# 가케다정
가케다정(掛田町)은 후쿠시마현 다테군에 있던 정이다. 현재의 다테시 료젠정에 해당한다.

## 역사
- 1889년 4월 1일 - 정촌제 시행에 의해 가케다촌 단독으로 촌제 시행으로 다테군 가케다촌이 성립하였다.
- 1898년 1월 19일 - 정으로 승격해 가케다정이 되었다.
- 1955년 1월 31일 - 다테군 이시도촌, 오구니촌, 료젠촌과 합병해 로젠정이 되어 소멸하였다.

## 참고문헌
- 角川日本地名大辞典 7 福島県